# 1400-as évek
Évszázadok: 14. század · 15. század · 16. század
Évtizedek: 1350-es évek · 1360-as évek · 1370-es évek · 1380-as évek · 1390-es évek · 1400-as évek · 1410-es évek · 1420-as évek · 1430-as évek · 1440-es évek · 1450-es évek
Évek: 1400 · 1401 · 1402 · 1403 · 1404 · 1405 · 1406 · 1407 · 1408 · 1409

## A világ vezetői
- Zsigmond magyar király (Magyar Királyság) (1387–1437† )